# Ahl al-turab
Los ahl al-trab o ahl al-turab (árabe, أهل التراب, la gente del suelo) son traviesos espíritus que, según el folclore árabe, habitan en la arena del desierto, cerca de la superficie y de donde salen para mortificar a los viajeros bebiéndose los charcos antes de que puedan llegar a ellos, acosando a los camellos haciéndoles tropezar y lanzando arena a los ojos tanto de los humanos como de sus cabalgaduras.
Los ahl al-trab son invisibles pero en ocasiones es posible verlos en forma de un gran remolino durante las tormentas de arena.
- Datos: Q5661038